# Lutz Teschner
Lutz Teschner (* 6. März 1945 in Eisleben; † 18. Juni 2020 in Halle (Saale)) war ein deutscher Theater- und Filmschauspieler.

## Leben
Lutz Teschner studierte zunächst von 1963 bis 1966 Chemie an der Martin-Luther-Universität Halle-Wittenberg in Halle (Saale) und später Schauspiel in Rostock. Danach war er in Eisleben und von 1982 bis 2005 am neuen theater Halle engagiert. Seit 1992 war er sowohl im Kino als auch im Fernsehen zu sehen. Unter der Regie von Thomas Stiller und Marc Rothemund spielte er zahlreiche Rollen und gewann die Aufmerksamkeit der Kritik. Im Jahr 2006 wirkte er in Dominik Grafs Film Der Rote Kakadu mit.

## Filmografie (Auswahl)
- 1989: Die ehrbaren Fünf (Fernsehfilm)
- 1991: Jugend ohne Gott – Regie: Michael Knof
- 1992: Miraculi – Regie: Ulrich Weiß
- 1992: Tatort – Tod aus der Vergangenheit (Fernsehreihe)
- 1993: Morlock – Die Verflechtung – Regie: Dominik Graf
- 1994: Tatort – Der schwarze Engel – Regie: Nina Grosse
- 1995: Polizeiruf 110 – Grawes letzter Fall
- 1996: Sperling – Sperling und das Loch in der Wand – Regie: Dominik Graf
- 1997: Polizeiruf 110 – Der Sohn der Kommissarin
- 1997: Tatort – Bierkrieg
- 1999: Stille Nacht – Heilige Nacht – Regie: Thomas Stiller
- 1999: Werben und sterben – Regie: Manfred Stelzer
- 2000: Tatort – Quartett in Leipzig
- 2000: Wie Feuer und Flamme – Regie: Connie Walther
- 2001: Der Fahnder – Katz und Maus – Regie: Michael Zens
- 2001: Die Wunde – Regie: Thomas Stiller
- 2002: Der Liebe entgegen – Regie: Martin Enlen
- 2002: Tatort – 1000 Tode
- 2002: Alarm für Cobra 11 – Regie: Axel Bart
- 2003: Tatort – Schattenlos
- 2003: Das Duo – Der Liebhaber
- 2003: Die Blindgänger – Regie: Bernd Sahling
- 2004: Tatort – Waidmanns Heil
- 2006: Der Rote Kakadu
- 2006: Tatort – Blutschrift
- 2006: Eine Stadt wird erpresst – Regie: Dominik Graf
- 2007: Pornorama
- 2007: Tatort – Die Falle